# قرقان علیا
عرق کان علیا یک روستا در ایران است که در بخش انگوران واقع شده‌است. قرقان علیا ۸۳ نفر جمعیت دارد.
شغل این روستاییان کشاورزی و دامداری می باشد و عمده محصول زراعی آن ها گندم است.

## آثار تاریخی
قلعه آهوگه
سنگ قانچیخان